# Bent (Iran)
Bent (farsi بنت) è una città dello shahrestān di Nikshahr, circoscrizione di Bent, nella provincia del Sistan e Baluchistan in Iran. Aveva, nel 2006, una popolazione di 4.302 abitanti. 